# 扎乌尔別克·西达科夫
扎乌尔別克·卡茲別科维奇·西达科夫（俄语：Заурбе́к Казбе́кович Сида́ков，1996年3月14日—）是一名俄罗斯自由式摔跤运动员， 2020年东京奥运会冠军，2018-2019年世界冠军，2019年欧洲运动会冠军，俄罗斯多次冠军。俄罗斯荣誉体育大师。奥塞梯人。